# مییویچ
مییویچ (به صربی: Miljević) یک منطقهٔ مسکونی در صربستان است که در گولوباک واقع شده‌است. مییویچ ۵۲۷ نفر جمعیت دارد.